# Empire of the Undead
Empire of the Undead – jedenasty album studyjny niemieckiego zespołu power metalowego Gamma Ray wydany 28 marca 2014 roku przez earMusic. Jest to pierwszy album studyjny nagrany po odejściu wieloletniego perkusisty Dana Zimmermanna, jak i pierwszy z udziałem Michaela Ehré.

## Realizacja
Album został nagrany między 2013, a 2014. W 2012 roku po piętnastu latach Dan Zimmermann opuścił zespół ogłaszając odpoczynek od branży muzycznej. Jego miejsce zajął Michael Ehré. Pierwszy utwór z tej płyty pt. „Master of Confusion” ukazał się na minialbumie zespołu o tej samej nazwie, który został wydany 15 marca 2013 roku. W kwietniu 2013 roku podczas wywiadu udzielonego dla Metal Blast lider kapeli Kai Hansen powiedział, że nadchodzący album ukaże się w 2014 roku i będzie się nazywać Empire of the Undead. Powiedział też, że album będzie bardziej thrashowy. W tym samym wywiadzie basista zespołu Dirk Schlächter powiedział, że album ukaże się w kwietniu bądź w marcu 2014 roku. Nagrywanie odbyło się w Hammer Studios w rodzimym mieście Hamburg.

## Odbiór
Album generalnie otrzymał pozytywne recenzje od krytyków i fanów. AllMusic przyznał albumowi 3 gwiazdki na 5, natomiast Konrad Sebastian Morawski z portalu Magazyn Gitarzysta przyznał albumowi 8 na 10 gwiazdek wypowiadając się bardzo pozytywnie na jego temat. Pozostałe recenzje również oceniały ten album bardzo wysoko.

## Lista utworów[1]
1. „Avalon” (sł. i muz. Hansen) – 9:21
2. „Hellbent” (sł. i muz. Hansen) – 5:22
3. „Pale Rider” (sł. Hansen, muz. Ehré) – 4:23
4. „Born to Fly” (sł. i muz. Richter) – 4:31
5. „Master of Confusion” (sł. i muz. Hansen) – 4:54
6. „Empire of the Undead” (sł. i muz. Hansen) – 4:25
7. „Time for Deliverance” (sł. Hansen, Schlächter, muz. Schlächter) – 5:10
8. „Demonseed” (sł. Hansen, muz. Schlächter) – 6:38
9. „Seven” (sł. i muz. Hansen) – 5:07
10. „I Will Return” (sł. i muz. Richter) – 6:55

## Twórcy[1]
- Kai Hansen – wokal, Gitara
- Henjo Richter – gitara
- Dirk Schlächter – gitara basowa
- Michael Ehré – perkusja